# Династия Валентиниана
Династия Валентиниана состояла из четырёх императоров, правивших Римской империей с 364 по 392 год.
- западные императоры:
  - Валентиниан I (364—375)
  - его сын Грациан (375—383) и Валентиниан II (375—392)
- восточные императоры:
  - брат Валентиниана I Валент II (364—378)
  - зять (муж дочери) Валентиниана I Феодосий I Великий (379—395)

Династия связана с династией Феодосия браком Феодосия I Великого и дочери Валентиниана I. В результате этого брака родилась Галла Плацидия, сын которой, Валентиниан III (425—455), стал западным императором, последним правителем обеих династий. Его потомки продолжали входить в римский нобилитет в Константинополе до конца шестого века. Его внуком был также предпоследний король вандалов Хильдерих (ум. 534).